# Bataille de Fornoue
Guerres d'Italie
Batailles
- Seminara
- Fornoue

La bataille de Fornoue est un affrontement de la première guerre d'Italie qui eut lieu le 6 juillet 1495 à Fornoue, à 20 km au sud-ouest de Parme.
Bien que Charles VIII ait réussi à s'emparer du royaume de Naples sans rencontrer beaucoup de résistance, l'hostilité grandissante des États italiens face à l'occupation et surtout la formation de la ligue de Venise contre les Français, l'obligent à écourter son séjour à Naples, où demeure Gilbert de Montpensier, et à faire retraite vers la France afin de ne pas se trouver pris au piège. Ses ennemis lui bloquent le passage à Fornoue, l'obligeant à livrer bataille. Les deux camps se proclament vainqueurs : Charles VIII peut reprendre sa route vers la France, les Italiens emmènent un important butin mais ont subi des pertes très supérieures à celles de leurs adversaires.

## Campagne précédant la bataille

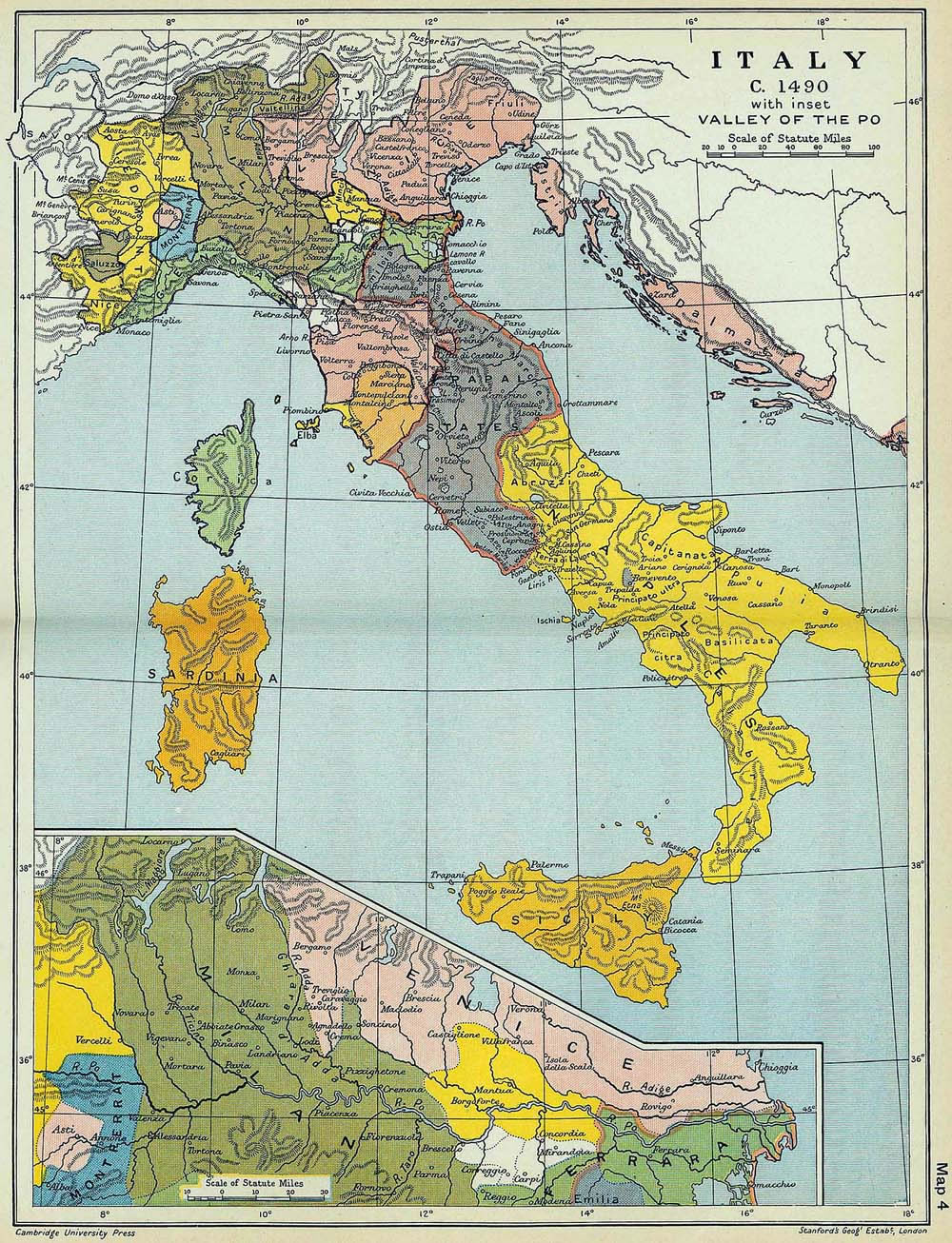
Les États italiens vers 1490, Cambridge Modern History Atlas, 1912.

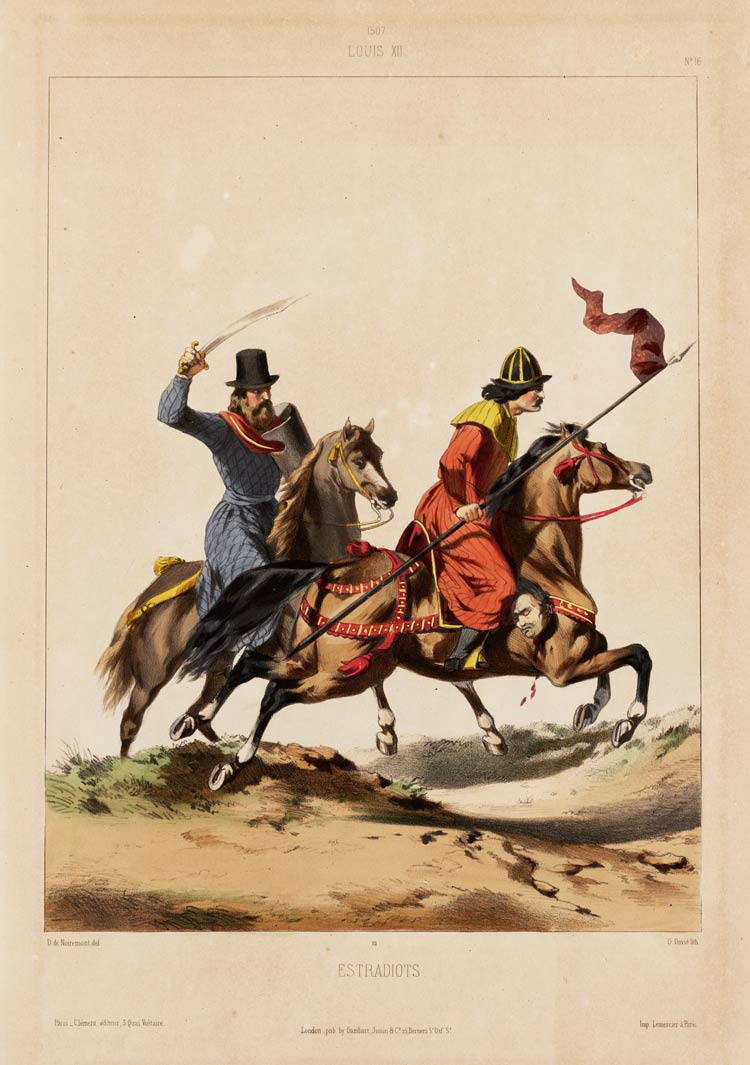
Estradiots passés au service de la France en 1507, dessin de Gustave David, 1830.

Après avoir quitté Naples, l'armée française fait plusieurs haltes prolongées, notamment à Sienne puis Pise, ce qui donne le temps à l'armée ennemie de la devancer et de l'attendre au débouché des Apennins, à proximité de Parme. Mais, ne pouvant se résoudre à abandonner totalement sa conquête, Charles VIII laisse de fortes garnisons dans les villes les plus importantes, réduisant d'autant l'effectif de son armée. Louis d'Orléans demeure à Milan, mais ses soldats attaquent de petites villes, comme par jeu, provoquant la révolte de leurs habitants. L'armée, dont il ne reste que 10 000 hommes, est d'autre part très affaiblie par la syphilis et la variole.
L'armée française, alourdie par ses bagages et ses canons, progresse par une seule route montagneuse le long du Taro. Le maréchal de Gié commande l'avant-garde, La Trémoille le corps de bataille et le vicomte de Narbonne l'arrière-garde. Le 5 juillet, Gié, voyant une forte troupe ennemie du côté de la ville de Fornoue, envoie un trompette proposer aux coalisés de laisser l'armée française poursuivre son chemin vers la France sans combattre, en payant à un prix raisonnable les vivres dont ils avaient besoin. Cependant, les éclaireurs français sont massacrés et décapités par les cavaliers légers italiens, les estradiots. Comme ceux-ci s'approchent du camp français, ils sont repoussés par des tirs de fauconneaux et d'arquebuses. Gié ordonne d'établir un camp dans les collines et le reste de l'armée le rejoint. Les Français sont dans une position aventurée au milieu d'une forêt mais peu inquiets car ils n'avaient rencontré aucune résistance sérieuse depuis le début de la campagne : ils sont plutôt impatients de se battre et craignent seulement que les Italiens se retirent sans combat. Pendant la nuit, un fort orage éclate, transformant la rivière en torrent.

## Déroulement

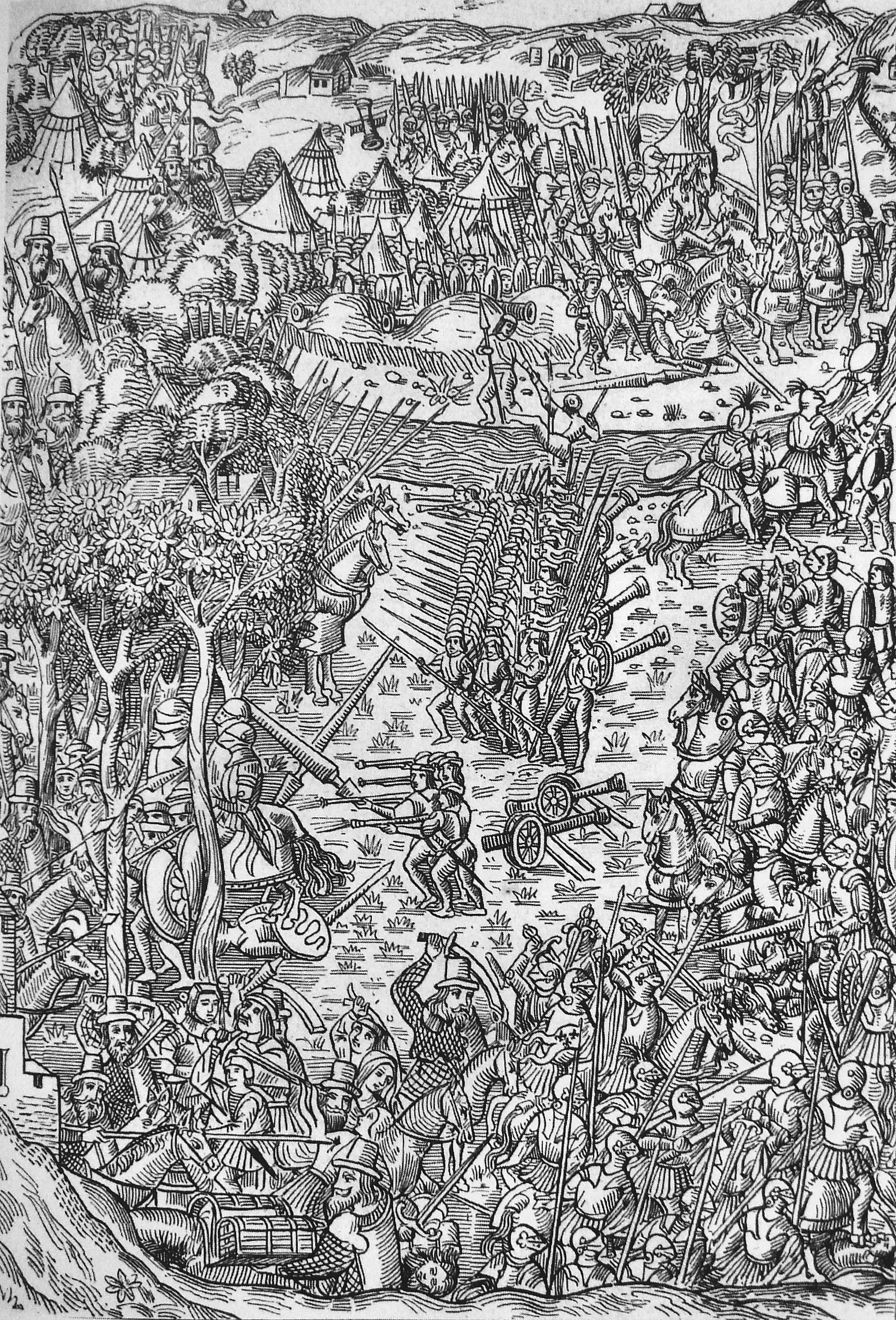
Bataille de Fornoue, 6 juillet 1495, gravure anonyme, XVe-XVIe s.

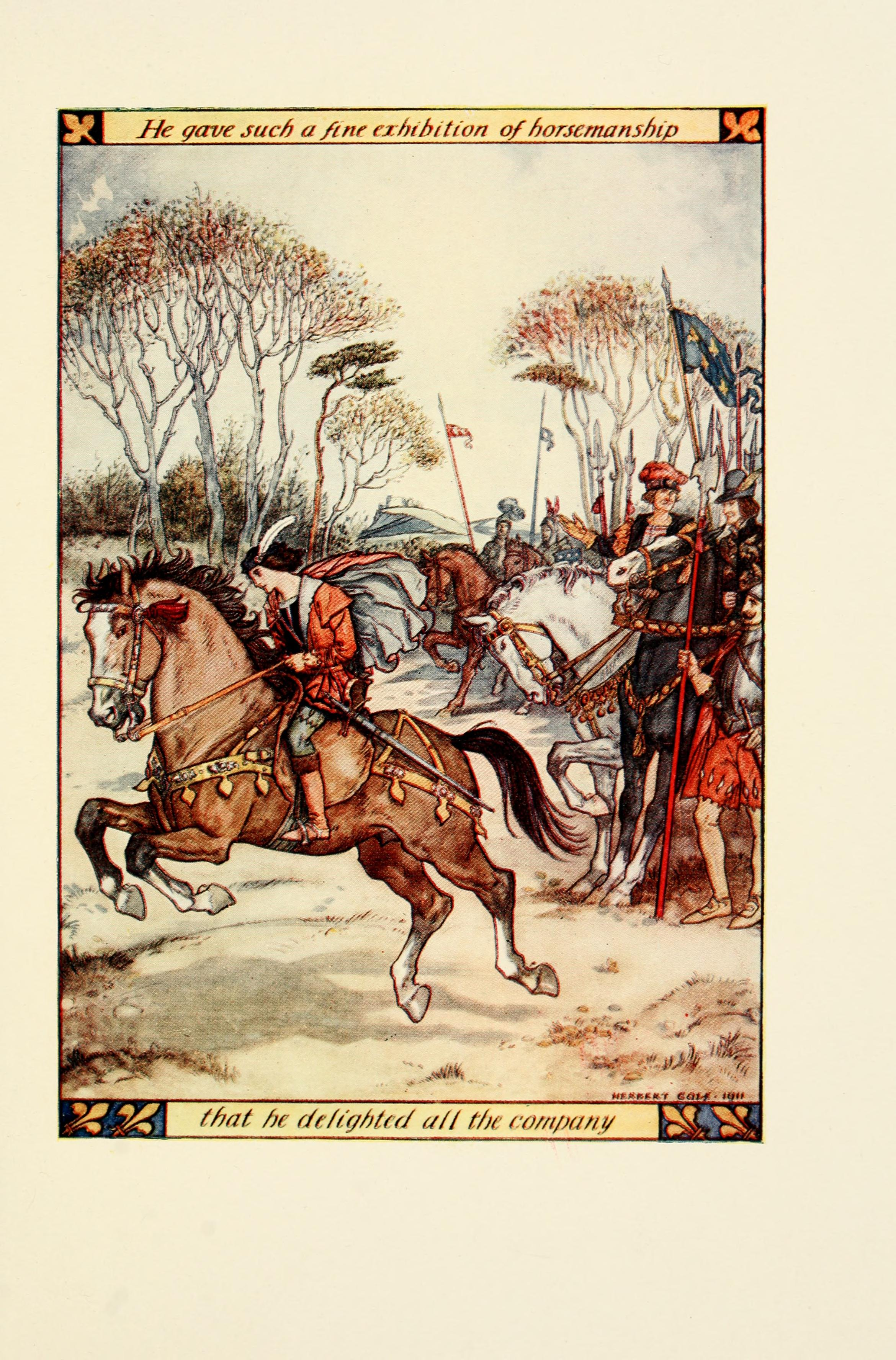
Le jeune Bayard, « chevalier sans peur et sans reproche », dessin de Christopher Hare, 1911.

Les commandants vénitiens Luca Pisani et Melchior Trevisan dirigent d'excellents condottieri accourus pour l'occasion : Bernardino Fortebraccio, Gian Francesco de Ciazzo, les Pelavicino de Parme, les Bentivoglio de Bologne, les Colleoni, les Gonzaga, les Piccinino, et surtout les estradiots de Pietro Busich et de Niccolo de Nin, soit 600 cavaliers sous les ordres de Pietro Duodo, leur commandant vénitien. Le contingent milanais du comte de Caiazzo aligne 600 cavaliers et 3 000 piquiers allemands. Selon Sophie Cassagnes-Brouquet et Bernard Doumerc, l'armée rassemblée par les condottieri compte 15 000 cavaliers et 24 000 fantassins alors que Julian Romane l'estime à 14 000 hommes au total. Selon Didier Le Fur, l'armée de la ligue est trois fois plus nombreuse que celle de Charles VIII.
Pour éviter un encombrement excessif, les Français avancent en deux lignes parallèles, l'une le long du Taro, au courant rapide mais guéable, l'autre le long des collines. Julian Romane estime leur effectif à 9 000 hommes. Gié a 350 cavaliers lourds, 200 arbalétriers à cheval qui, à cette occasion, combattront à pied, et 300 arbalétriers à pied, suivis par 3 000 fantassins suisses commandés par Engilbert de Clèves et Antoine de Bessey, bailli de Dijon. L'artillerie légère couvre leur flanc droit. La Trémoille suit avec 300 cavaliers lourds et 2 000 hommes d'infanterie française, puis le roi accompagné de sa maison militaire commandée par Claude de La Châtre, avec 200 gentilshommes dont Jacques de Ligny, bâtard du comte de Vendôme, et Bayard. L'arrière-garde, commandée par Gaston de Foix, compte 300 cavaliers et 2 500 fantassins : elle est chargée de protéger les bagages,. 
Dans la matinée, la nouvelle arrive que le corps français de Louis d'Orléans ne pourra pas rejoindre le roi car il est aux prises avec les forces de Ludovic Sforza à Novare. Le diplomate Philippe de Commynes rédige une lettre aux provéditeurs vénitiens pour négocier le départ des Français ; le Sénat de Venise était disposé à traiter mais les commandants alliés avaient déjà commencé leurs préparatifs de bataille. Commynes fait encore une tentative pour convaincre le roi de négocier mais celui-ci répond que Savonarole lui avait prédit que Dieu serait avec lui. La Trémoille, Ligny, Bayard et les autres chevaliers et gendarmes à cheval sont enthousiastes à l'idée de se battre. 

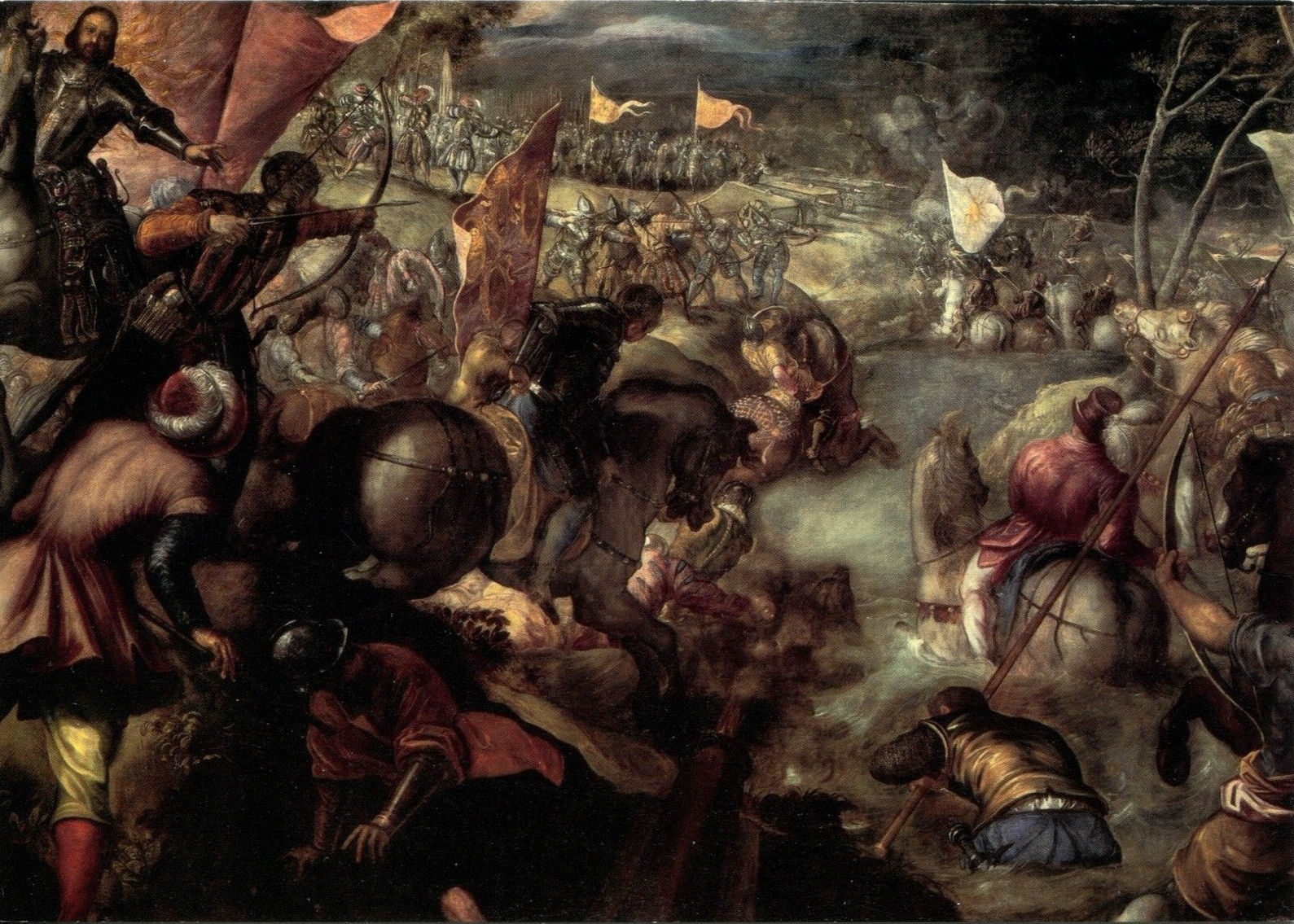
François de Gonzague traversant le Taro à la bataille de Fornoue, toile du Tintoret, v. 1578-1580.

Alors que Commynes revient de son ambassade manquée, la canonnade commence. Les troupes de la ligue entreprennent de passer à gué la rivière grossie par l'orage sous un feu nourri de l'artillerie et des arbalétriers français. Les arbalétriers à cheval d'Alessio Beccaguto (it), au nord, cherchent à couper la route aux Français. Les cavaliers milanais et piquiers allemands de Caiazzo attaquent l'avant-garde de Gié mais leur formation se disloque au passage de la rivière et ne peut tenir face à la contre-attaque des cavaliers français et piquiers suisses. Annibale Bentivoglio, qui devait soutenir Caiazzo, reste en observation et attend que la bataille se décide. Le combat principal a lieu au centre où François de Gonzague, marquis de Mantoue, avec sa cavalerie lourde suivie de son infanterie, traverse à grand peine la rivière : le roi ordonne la contre-attaque, chargeant avec ses hommes. Une mêlée confuse s'ensuit qui tourne bientôt à l'avantage des Français. Mathieu de Bourbon, qui se trouvait près du roi, est capturé et le roi lui-même se trouve un moment seul au milieu des ennemis mais ses chevaliers, voyant le roi en danger, accourent et achèvent la déroute des Italiens. Au sud, Bernardino Fortebraccio avec le contingent vénitien tente de déborder l'arrière-garde de Gaston de Foix mais se replie quand il voit la déroute italienne au centre. Pendant ce temps, les estradiots vénitiens de Pietro Duodo tombent sur les bagages faiblement gardés, les mettent au pillage et se dépêchent de repasser la rivière avec leur butin. Charles VIII, au contraire, avait interdit  ses hommes de s'attarder à faire du butin et des prisonniers ; les Français tuent tout devant eux en criant : « Guinegatte ! Guinegatte ! » pour rappeler le souvenir d'une ancienne bataille que les Français avaient perdue en s'attardant à piller le camp ennemi.
Le combat ne dure pas une heure en tout. Quand François de Gonzague revient à son campement, il trouve les Italiens  fatigués et peu enclin à poursuivre l'attaque. Il ordonne d'établir un retranchement pour faire face à une contre-attaque possible mais la pluie, qui dure toujours, rend l'usage de l'artillerie incertain. Pendant presque toute la bataille, les Italiens ont eu le vent et la pluie contre eux, ce que les Français ne manquent pas d'interpréter comme un signe de protection divine. Mais les Français, fourbus et trempés, par ailleurs occupés à soigner leurs blessés et à récupérer les armes et les chevaux abandonnés par leurs adversaires, ne prennent pas la peine de les poursuivre. 
Charles VIII récompense ceux qui se sont bien conduits : Bayard, qui avait eu deux chevaux tués sous lui et avait terminé le combat à pied, reçoit 500 couronnes et un étendard pris à l'ennemi. Les deux camps se proclament vainqueurs mais les pertes de la ligue sont très supérieures à celles des Français : 3 000 tués dont 300 cavaliers lourds italiens contre 200 Français selon Julian Romane. Didier Le Fur estime les pertes françaises à un millier de tués, pour la plupart des gens des bagages, et celles des Italiens à 2 500. Ceux-ci, qui n'avaient pas l'habitude de subir de telles pertes, en garderont une crainte durable de la « fureur française » (furia francese).

## Bilan
Les Vénitiens se retirent vers Parme après s'être jetés sur le campement royal. Les saccomani pillent le Trésor, l'hôtel du roi, la précieuse garde-robe et l'énorme butin saisi pendant la campagne. Ces richesses proviennent du pillage des plus riches villes d'Italie et sont évaluées à 200 000 ducats. On parle de 200 chariots. Des tentes de quinze mètres de long pour loger les hommes et de trente mètres pour abriter les animaux, protègent les tableaux, les sculptures, les mobiliers et les parures entassés par les familiers du roi. 
Les Français, ayant perdu leurs bagages, le trésor royal et deux drapeaux, lèvent le camp pendant la nuit et prennent une certaine avance sur les coalisés qui, après s'être regroupés et avoir pris conscience du départ des Français, sont bloqués par le torrent dont le débit avait brusquement augmenté. Galeazzo Sanseverino et Francesco Visconti parviennent toutefois à rattraper l'arrière-garde conduits par Ercole d'Este et Jacques de Trivulce. François de Gonzague poursuit les Français vers Plaisance mais les heurts se limitent à des escarmouches. Ludovic Sforza tente de couper le ravitaillement des Français qui parviennent cependant à acheter des vivres aux guelfes pro-français et viennent à l'aide de Louis d'Orléans, assiégé dans Novare par les Milanais. Ludovic le More accepte de lever le siège contre la restitution de Novare et le départ de la garnison française qui quitte la ville le 22 septembre. La bataille de Fornoue permet à l'armée française de poursuivre sa retraite pour rejoindre Asti où un petit groupe, protégeant le roi, arrive le 15 juillet, dépourvu de vivres et de munitions, après avoir parcouru 200 kilomètres en sept jours. Après avoir pris du repos, l'armée rejoint Grenoble le 27 octobre.
La « victoire » de Charles VIII est contestée car contrairement aux lois de la guerre de l'époque celui qui est à la tête d'une armée ne doit pas quitter le champ de bataille avant la fin de celle-ci, ce que Charles VIII fit pourtant. Les ennemis crient victoire chacun à leur tour. Le roi de France a sauvé l'essentiel. Pour le doge de Venise, Agostino Barbarigo, la bataille marque le triomphe de ses condottieres. François de Gonzague et son oncle Rodolfo y ont redoré leur lignage. Le pape Alexandre VI célèbre la victoire en ordonnant la réalisation d'une fresque de la bataille dans la galerie des cartes du Vatican.

## Hommages
À Bordeaux, la porte Cailhau est présentée, à la fin de sa construction en 1496, comme un arc de triomphe en l'honneur de la victoire de Charles VIII à la bataille de Fornoue, à laquelle a également participé le cardinal André d'Espinay, archevêque de Bordeaux.

## Iconographie

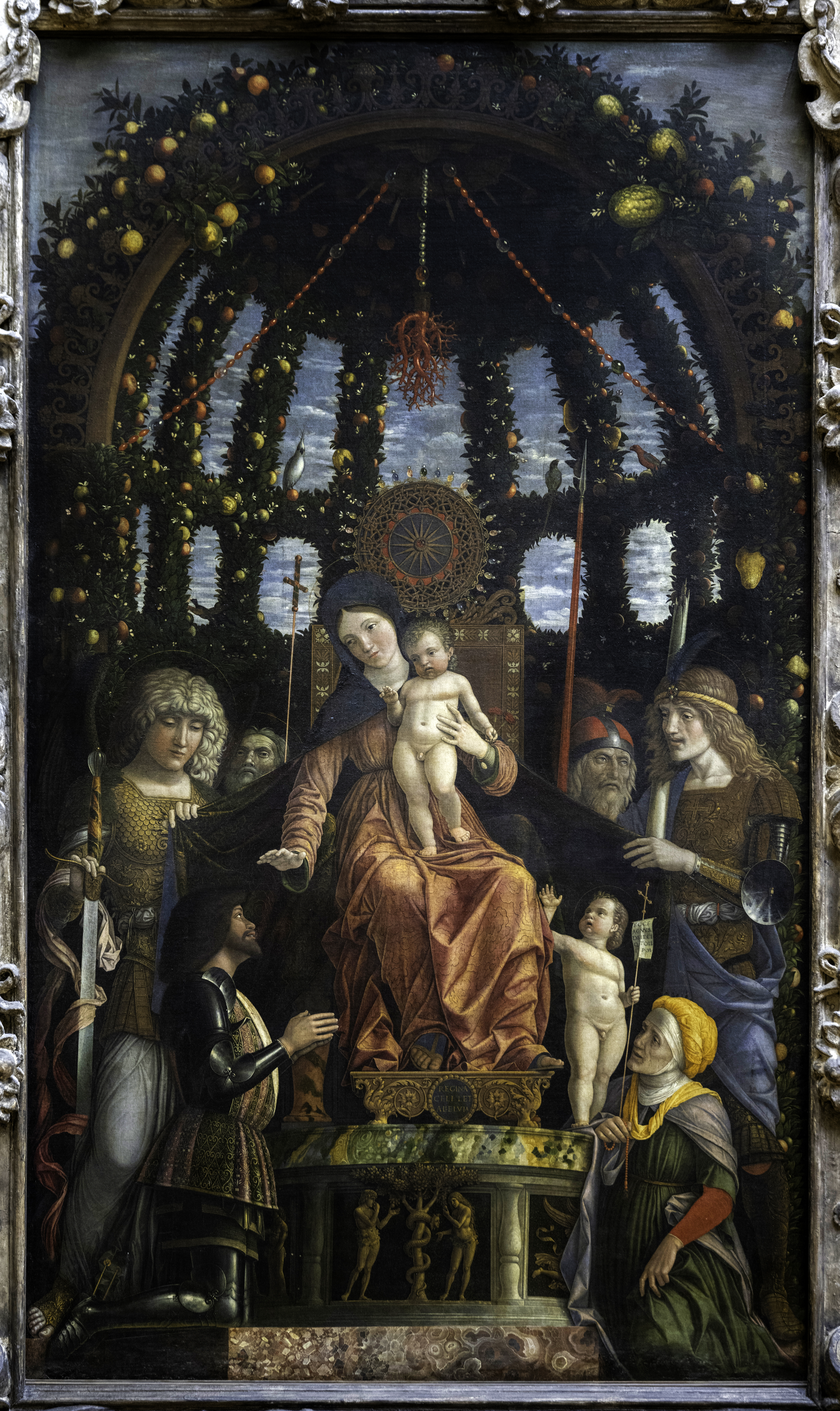
La Vierge de la Victoire par Andrea Mantegna.

- Andrea Mantegna, La Vierge de la Victoire, 1496, musée du Louvre, Paris.
- E. F. Féron, Bataille de Fornoue. 6 juillet 1495, 1837, musée national des châteaux de Versailles et de Trianon, Versailles.

### Sources primaires
- (it) A. Benedetti, Diaria de Bello Carolino, éd. Schullian, D. M., New York, 1967.
- (it) A. Benedetti, Il fatto d'arme del Tarro fra i principi italiani et Carlo ottavo re di Francia ; insieme con l'assedio di Novara, éd. Domechi, L., Novara, 1863.
- P. de Commynes, Mémoires, éd. Blanchard, J., 2 t., Genève, 2007.
- Lettre de Gilbert Pointet à Jehan Parent, Asti, 15 juillet 1495, dans J. de La Pilorgerie, Campagne et bulletins de la grande armée d'Italie commandée par Charles VIII, Nantes-Paris, 1860, p. 351-361.
- (it) D. Malipiero, Annali veneti dell'anno 1457 al 1500, éd. Longo, F., 2 vol., Florence, 1843-1844, dans Archivio storico italiano, t. VII, vol. I, 1843, p. 5-586.
- (it) M. Sanudo, La Spedizione di Carlo VIII in Italia, éd. Fulin, R., Venise, 1873.
- A. de La Vigne, Le Voyage de Naples, éd. Slerca, A., vol. II, Milan, 1981.